# Мирнински рејон
Мирнински рејон или Мирнински улус (рус. Мирнинский район, јакут. Мииринэй улууhа)) је један од 34 рејона Републике Јакутије у Руској Федерацији и представља један од најнасељенијих и најбоље развијенијих рејона ове републике. Налази се на западу Јакутије и заузима површину од 165.800 км². 
Овај рејон је одувијек био познат по геолошким налазима који су указивали да је рејон богат наслагама руде злата и дијамантима. Совјетска власт је, пред Други свјетски рат, више пута безуспјешно организовала експедиције како би пронашла поменуте минерале. Након рата, минерали су пронађени и отпочело се са њиховом експлоатацијом. У овом рејону се налази и Долина Смерти, једна од највећих аномалних зона на Земљи. 
Највеће насеље у рејону и административни центар је град Мирни. 
Укупан број становника рејона је 42.746 (2010).
Већину становништва чине Руси, те мањи број Украјинци, Јакути, Татари и Бурјати. 